# La maledizione di Chucky
La maledizione di Chucky (Curse of Chucky), è un film del 2013 diretto da Don Mancini, sequel de Il figlio di Chucky (2004).

## Trama
Nel 2013. Quasi quattro anni dopo gli eventi della fine dello scorso film, in una casa a Winnipeg, in Canada, un Tipo Bello chiamato Chucky arriva misteriosamente per posta alla famiglia della giovane paraplegica Nica Pierce e di sua madre, Sarah. Quest'ultima, non sapendo chi l'ha inviato, lo getta nella spazzatura. Quella notte Sarah viene trovata morta con delle forbici infilzate nello stomaco, con il bambolotto poco distante.
Due giorni dopo si presentano Barb, la cinica e prepotente sorella maggiore di Nica, con suo marito Ian, sua figlia Alice con la giovane babysitter Jill e padre Frank, venuto per assistere la famiglia. Barb, che ha una relazione segreta con Jill, vorrebbe far trasferire Nica in un istituto per paraplegici vicino alla loro abitazione per il resto della sua vita, in modo da vendere la villa e tenersi tutti i soldi, ma lei si rifiuta criticamente. Intanto Alice, curiosando per la casa, trova il bambolotto in bagno e se ne affeziona. Intanto, mentre Nica e Alice cucinano del chili vegetariano per cena, Chucky versa segretamente del veleno per topi in una delle scodelle. Il piatto avvelenato viene mangiato da padre Frank, che rimane disorientato dal veleno durante il viaggio di ritorno fa un incidente stradale investendo due persone uccidendole. I poliziotti, per salvarlo, lo decapitano accidentalmente dai frammenti della sua auto.
Nica rimane sveglia per tentare di scoprire chi ha consegnando il pacco e scopre che viene da un deposito delle prove della polizia. Cercando informazioni in più sul bambolotto Tipo Bello, vede dei vecchi articoli di giornale che riportano omicidi irrisolti avvenuti in presenza del bambolotto, che ricollega con il defunto serial killer Charles Lee Ray. Nel frattempo Chucky sgattaiola fuori dal letto di Alice e uccide Jill folgorandola con un secchio d'acqua piovana, sopra i piedi nudi alla presa di corrente sul pavimento. Barb si mette a cercare sua figlia e scopre che Chucky porta con sé un enorme coltello e che la sua faccia in realtà è piena di punti di sutura nascosti. A quel punto Chucky si rivela vivo e uccide la donna accoltellandola nell'occhio sinistro.
Nica, che aveva sentito le urla della sorella, si trascina su per le scale e trova il cadavere di Barb. Chucky corre per saltarle addosso, ma la ragazza riesce a sfuggire al suo attacco, va a svegliare Ian e implora il suo aiuto. L'uomo la conduce in garage per tenerla al sicuro e va a cercare sua figlia. Chucky però rivela di essere in garage e tenta di soffocarla con le emissioni di monossido di carbonio dall'automobile accesa, ma Nica spacca il vetro della macchina con un'ascia e attacca il bambolotto. Proprio allora viene interrotto da Ian, che crede che Nica abbia ucciso Barb e Jill. Lo stress di tutta la situazione causa a Nica un attacco cardiaco e la perdita dei sensi.
Quando Nica riprende i sensi, si ritrova imbavagliata e immobilizzata. Ian controlla il filmato ripreso da una videocamera nella bambola, che aveva nascosto per provare la relazione extraconiugale della moglie, e scopre come Chucky sia il responsabile di tutti gli omicidi. Dopo aver ucciso Ian con un colpo d'ascia alla gola, il bambolotto rivolge le sue attenzioni verso Nica: la giovane donna però riesce a liberarsi ma viene spinta giù dal balcone delle scale da Chucky.
Sconvolta, Nica domanda a Chucky perché stia facendo tutto questo: e lui spiega che quando era ancora umano egli era un loro amico di famiglia ed era ossessivamente attratto da Sarah, tanto da uccidere suo marito e rapirla mentre lei era in incinta di Nica. Sarah venne poi salvata dalla polizia, ma Charles, prima di scappare, la pugnalò nel ventre. L'inseguimento con la polizia che seguì terminò con la sparatoria nel negozio di giocattoli, dove Charles trasferì il suo spirito nel corpo del bambolotto quando fu colpito a morte. Chucky è quindi tornato per vendicarsi uccidendo Sarah e tutti i membri della sua famiglia. Nica, per nulla spaventata, si prende gioco di Chucky dicendo che non è riuscito ad uccidere Andy Barclay: lui, furioso, si avventa sulla ragazza. Ne segue un violento scontro durante il quale Nica tenta di uccidere Chucky con un coltello: invece del sangue, però, esce fuori del poliestere. La polizia irrompe infine in casa e Chucky fugge via.
Qualche tempo dopo, Nica viene processata in tribunale, dove verrà giudicata colpevole degli omicidi di Jill, Barb e Ian e internata in un manicomio criminale. Mentre viene scortata fuori dal tribunale, Nica schernisce Chucky dicendogli che lei è ancora viva e quindi non è riuscito a compiere la sua vendetta. Un poliziotto preleva Chucky e si prepara a consegnarlo ad una persona sconosciuta in cambio di soldi, ma una volta in macchina viene improvvisamente sgozzato da Tiffany, la quale recupera l'amato Chucky e lo invia per posta al prossimo obiettivo.
Alice, che adesso vive con la nonna paterna, torna a casa da scuola e trova Chucky che l'aspettava. La bambina gli domanda dove sia la nonna, ma Chucky le risponde che è in cantina per poi proporle di giocare a un gioco chiamato "Nascondi l'anima" e si mette a recitare il rito voodoo per trasferire il suo spirito nel corpo di Alice. Mentre in cantina la nonna urla con un sacchetto di plastica in testa.
In una scena dopo i titoli di coda, sono passati sei mesi e Chucky, ritornato nel corpo del bambolotto, viene consegnato all'ormai adulto Andy Barclay. Quando Andy volta le spalle per parlare al telefono con sua madre, Chucky esce dal pacco con un coltello. Andy, che aveva anticipato il suo arrivo, punta un fucile sulla testa di Chucky e gli spara contro.

## Sequel
- Il culto di Chucky (Cult of Chucky), diretto nuovamente da Don Mancini.
- Chucky regia di Don Mancini (2021-2024)

## Produzione

### Sviluppo
Nel 2008, Don Mancini e David Kirschner dissero che erano pronti a riavviare la serie della bambola assassina e che la serie sarebbe stata scritta e diretta proprio da Mancini. Questa decisione è frutto delle tante richieste dei fan che volevano vedere nuovamente un Chucky spaventoso e quindi di tornare ad un horror semplice, piuttosto che una commedia dell'orrore. Hanno indicato che Brad Dourif sarebbe tornato a doppiare Chucky.
In una intervista successiva, Mancini ha descritto questo remake come una rivisitazione, più scuro e spaventoso, del film originale con nuovi colpi di scena ma non allontanandosi troppo dalla storia principale. Nel 2009, in una convention sull'Horror, Brad Dourif ha confermato la sua presenza nel nuovo film.
Nel giugno del 2012, è stato confermato che il sequel sarebbe entrato in produzione con il nome La maledizione di Chucky e sarebbe stato pubblicato in direct-to-video.
L'anteprima mondiale del film si è tenuta il 2 agosto 2013 al Fantasia International Film Festival di Montréal, mentre quella europea al FrightFest di Londra il 22 dello stesso mese.

### Riprese
Le riprese sono iniziate ai primi di settembre del 2012 a Winnipeg, in Canada. A metà ottobre venne annunciato che le riprese erano terminate. Don Mancini, a novembre 2012, annunciò che il film sarebbe stato disponibile per Halloween 2013.

## Accoglienza
Il film è stato accolto positivamente dalla critica. Su Rotten Tomatoes ha un indice di gradimento dell'82% con un voto medio di 6,3 su 10, basato su 17 recensioni.

### Divieto
In Italia il film è stato vietato ai minori di 14 anni.